# Aleksandr Protopopov

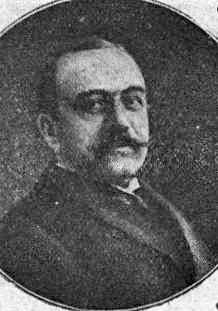
Aleksandr Protopopov

Aleksandr Dmitrijevitj Protopopov (ryska: Александр Дмитриевич Протопопов), född 18 december 1866 i Simbirsk, död 27 oktober 1918 i Moskva, var en rysk politiker.
Protopopov var först officer. Senare deltog han, som storgodsägare i guvernementet Simbirsk, i dess zemstvo (landstingsfullmäktige) och blev guvernementets adelsmarskalk. Han invaldes 1907 i tredje och 1912 i fjärde riksduman, där han tillhörde oktobristpartiets vänstra flygel.
Med tiden övergav han dock sitt moderata konstitutionella program och närmade sig efterhand Rasputin och sökte genom honom vinna företräde hos tsarinnan Alexandra och Nikolaj II. Han blev en av fjärde riksdumans vicepresidenter och intog en framskjuten ställning inom den delegation av dumaledamöter, som våren 1916 företog en rundresa till London, Paris och Rom för att stärka de politiska förbindelserna mellan Ryssland och dess allierade i första världskriget. På hemvägen passerade han Stockholm, där han sammanträffande med en tysk ekonomisk agent, Warburg, som uppges ha i allmänna ordalag samtalat med honom om en tysk-rysk separatfred.
I oktober 1916 utnämndes han genom kejsarinnans inflytande till inrikesminister. Han uppträdde ytterst reaktionärt och försökte undertrycka det folkliga missnöjet med hjälp av polis och militär. Han utsattes för häftiga angrepp i riksduman och uteslöts ur oktobristpartiet. Huvudlösa åtgärder från hans sida i samband med livsmedelsoroligheterna i Petersburg i februari 1917 bidrog till att påskynda revolutionens utbrott i mars. Protopopov häktades då och satt fängslad i Peter-Paulsfästningen till september 1918, då han på bolsjevikregeringens order avrättades.